# Meisjesogen
Meisjesogen (Coreopsis grandiflora) is een vaste plant uit de composietenfamilie.
De bladeren van de plant zijn geel tot oranje. De plant kan tot 70 centimeter hoog worden. De bloeitijd is van juni tot september.

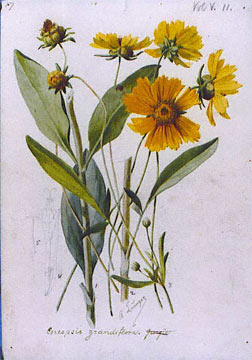
Illustratie door Alois Lunzer